# Halichoeres notospilus
Halichoeres notospilus là một loài cá biển thuộc chi Halichoeres trong họ Cá bàng chài. Loài này được mô tả lần đầu tiên vào năm 1864.

## Từ nguyên
Từ định danh notospilus được ghép bởi hai âm tiết trong tiếng Hy Lạp cổ đại: nôtos (νῶτος; "lưng") và spílos (σπίλος; "vệt đốm"), hàm ý có lẽ đề cập đến các vạch nâu đen dọc theo lưng cá đực.

## Phạm vi phân bố và môi trường sống
H. notospilus được phân bố dọc theo bờ biển Đông Thái Bình Dương, từ bán đảo Baja California và vịnh California trải dài đến Peru, bao gồm quần đảo Revillagigedo, đảo Cocos, đảo Malpelo và quần đảo Galápagos ngoài khơi.
H. notospilus sống gần các rạn san hô ở độ sâu đến ít nhất là 10 m, đặc biệt là những khu vực có nhiều tảo nâu phát triển và cũng có thể được tìm thấy ở khu vực cửa sông.

## Mô tả
H. notospilus có chiều dài cơ thể lớn nhất được ghi nhận là 28,5 cm. Cá cái màu xanh lục (sẫm màu hơn ở nửa thân trên) với các vệt đốm vàng và đen xen kẽ dọc theo lưng. Vảy trên thân có các vạch chấm màu xanh ngọc lam. Cá đực trưởng thành lại có các vạch đen cách nhau bởi những vạch vàng mỏng hơn dọc theo nửa thân trên. Có một đốm đen nằm ở thân trước, sau gốc vây ngực. Vây đuôi màu đỏ tươi. Các vây còn lại có màu sẫm, ngoại trừ vây ngực và vây bụng trong suốt. Cá con có sọc trắng băng ngang cơ thể với đốm đen trên vây lưng. Màu xanh trên cơ thể cá trưởng thành chuyển thành nâu sẫm trong điều kiện nuôi nhốt.
Số gai ở vây lưng: 9; Số tia vây ở vây lưng: 11; Số gai ở vây hậu môn: 3; Số tia vây ở vây hậu môn: 11; Số tia vây ở vây ngực: 13; Số gai ở vây bụng: 1; Số tia vây ở vây bụng: 5; Số vảy đường bên: 27.

## Sinh thái học
Thức ăn của H. notospilus bao gồm các loài nhuyễn thể, cua, sao biển đuôi rắn và cầu gai.